# Tianzimen Shuiku
Tianzimen Shuiku är en reservoar i Kina. Den ligger i provinsen Anhui, i den östra delen av landet, omkring 200 kilometer sydost om provinshuvudstaden Hefei. Tianzimen Shuiku ligger 61 meter över havet. Arean är 2,7 kvadratkilometer. I omgivningarna runt Tianzimen Shuiku växer i huvudsak blandskog. Den sträcker sig 3,1 kilometer i nord-sydlig riktning, och 3,7 kilometer i öst-västlig riktning.
Genomsnittlig årsnederbörd är 2 012 millimeter. Den regnigaste månaden är augusti, med i genomsnitt 315 mm nederbörd, och den torraste är januari, med 72 mm nederbörd.